# Битва під Сіркою
Битва під Сиркою сталася 16 липня 1653 під час Сучавської кампанії. Військо господаря Молдови Васіле Лупу було розбите прихильниками претендента Георгія Штефана.
Після сього Стефан посунув до Бакова своє головне військо і діставши нову підмогу від Ракоція під проводом Яноша Бороша, пішов на Лупула, що зайняв позицію на захід від Яс над р. Сиркою, коло міста Тирґул-Фрумос. Коли Стефанове військо наблизилось, Лупул вислав свою кінноту на герць, але Борош не бавлячися в герці рішучо вдарив на позиції Лупула, і під сим наступом Лупулове військо раптом кинулось тікати «як отара овець». Маса Молдаван погинула в сій утечі. Козацьке ж військо з незначними утратами відступило на Браницю до Дністра, Лупул побіг на Рашків і пробувши тут кілька день поїхав до Ладижина, виславши перед собою вістерника Йордакі до гетьмана Хмеля з повідомленнєм про своє нещастє і проханнєм помочи, а Стефан, опанувавши Яси, пішов з військом під Сучаву, де сиділа Лупулова родина з його скарбами
11 липня 1653 армія Георгія Штефана, посилившись 1000 семигородської кінноти під проводом Яноша Бороша, перейшла Сірет і рушила у північно-східному напрямі. Господар Молдови Лупу, чиї війська Штефан перед тим розбив у бою під Фараоні 24 червня 1653 року, знову сконцентрував свого сили, після чого на чолі 4000 війська (200 козаків на чолі з уманським полковником Глухом, 400 сейменів і гвардійців-драбантів та більше 3000 молдовського ополчення, у тому числі греки з Яс) рушив назустріч ворогові. Битва сталася 16 липня 1653 р. в околиці села Сирка, 14 км на схід від Тирґу Фрумоса. 
Військо Лупу зайняло сильну оборонну позицію над річкою Ойї. Янош Орош вирішив обійти Лупу та повів свою кінноту вище по течії до переправи. Лупу рушив за ним, і саме коло переправи дійшло до бою. Спроба Лупу захистити переправу своїми кінними гарцівниками не вдалася
Семигородці Бороша рішучою атакою прогнали з поля бою кінноту Лупу (першим до утечі кинувся брат Лупу, сердар (гетьман) Георгій Кочі), після чого його піхота також була змушена відступити. Джерела подають суперечливі дані щодо участі козаків та іншої піхоти у бою. Кіннота Лупу втекла на Баглуй, а піхота відступила у напрямку Баглуєць і далі до Дністра. Війська Штефана переслідували супротивника, особливо жорстоко розправляючись із козаками, але слова Павла з Алеппо про 5000 убитих козаків є перебільшенням. Сам Лупу після цієї поразки виїхав до Сміли.